# Irenäus Eibl-Eibesfeldt
Irenäus Eibl-Eibesfeldt (ur. 15 czerwca 1928 w Wiedniu, zm. 2 czerwca 2018 w Starnbergu) – austriacki zoolog, pionier badań w zakresie etologii człowieka (humanoetologii).

## Życiorys
Studiował w latach 1945–1949 zoologię na Uniwersytecie Wiedeńskim między innymi pod kierunkiem Konrada Lorenza i Wilhelma von Marinellego. W latach 1946–1948 zajmował się badaniami w stacji biologicznej w Wilhelminenbergu pod Wiedniem. Placówka ta zyskała spory rozgłos z uwagi na prowadzone badania z etologii jak i działalność popularyzatorską. W roku 1949 został pracownikiem Instytutu Porównawczych Badań Zachowania w Altenbergu pod Wiedniem, gdzie pracował z Konradem Lorenzem. W latach 1951–1969 pracował, w powstałym na bazie Instytutu Porównawczych Badań Zachowania, Instytucie Fizjologii Zachowania im Maxa Plancka (najpierw w Westfalii a od 1957 w Seewiesen (Bawaria)). W roku 1963 habilitował się a w roku 1970 został profesorem zoologii na Uniwersytecie w Monachium. Od roku 1975 był kierownikiem oddziału Etologii Człowieka (Andechs, Niemcy) w Instytucie Fizjologii Zachowania im Maxa Plancka.
W roku 1997 Towarzystwo Maxa Plancka musiało dokonać cięć budżetowych i cztery instytuty, w tym Instytut Fizjologii Zachowania, w którym pracował Eibl-Eibesfeldt, zostały wybrane w celu ich zamknięcia. Powodem tego był wiek dyrektorów instytutu (Eibl-Eibesfeldt, Wolfgang Wickler) bliski wiekowi emerytalnemu – nie było do tego żadnych przyczyn związanych z brakiem efektów w badaniach naukowych. Instytut przeznaczono do zamknięcia po przejściu dyrektorów na emeryturę co nastąpiło ostatecznie 30 listopada 1999. Część instytutu przetrwała w postaci Instytutu Ornitologii.
Był współzałożycielem i pierwszym przewodniczącym Międzynarodowego Stowarzyszenia Etologii Człowieka (International Society for Human Ethology). Od roku 1992 jest honorowym dyrektorem Instytutu Etologii Urbanistycznej im. Ludwiga Boltzmanna (Ludwig-Boltzmann-Institute for Urban Ethology) w Wiedniu.
W czasie pierwszych dwudziestu lat swojej pracy (1946–1966) pracował jako etolog zwierzęcy i prowadził badania eksperymentalne i opisowe nad rozwojem i zachowaniem ssaków, porównywał zachowania i sposoby komunikowania się kręgowców. Podróżował w celach badawczych najpierw w rejony Morza Karaibskiego i na Wyspy Galapagos. Następnie na Ocean Indyjski badając ekologię raf i zachowanie zwierząt na wybrzeżach Malediwów i Nikobarów. Kolejne podróże badawcze odbył do Ameryki Południowej i ponownie na Galapagos. Niezliczone prace prowadził też w Afryce, Japonii, Polinezji, Indonezji i na Nowej Gwinei i wielokrotnie jeszcze w Ameryce Południowej i znów na Galapagos.
Był autorem wielu książek. Jego pierwsza książka z zakresu etologii człowieka ukazała się w roku 1967. W pracy Human Ethology (Etologia Człowieka) zastosował metody badań etologii do ludzi, przyjmując perspektywę stosowaną wcześniej przeważnie w badaniach nad zachowaniem zwierząt.
Po polsku ukazały się dwie pozycje: książka przyrodnicza napisana po dwóch pierwszych podróżach badawczych Galapagos. Arka Noego pośród Pacyfiku oraz Miłość i Nienawiść. Historia naturalna elementarnych sposobów zachowania się.
W książce Miłość i Nienawiść, wydanej w oryginale w 1970 roku, przeciwstawia się tzw. teorii środowiskowej głoszącej, że człowiek nie przynosi ze sobą na świat żadnych wrodzonych umiejętności ani właściwości psychicznych. Przedstawia mechanizmy ewolucji (mutacja – selekcja) ilustrując je przykładami przystosowań, wyjaśnia pojęcie homologii i analogii w budowie ciała i zachowaniach. Omawia biologiczne uwarunkowania norm etycznych. Udowadnia, że dobre właściwości człowieka są zakorzenione w jego dziedzicznym wyposażeniu równie mocno jak chęć do walki i że są one wspólne z innymi gatunkami świata żywego. Jeden z recenzentów nazwał tę książkę „Tak zwane dobro”, odnosząc się do znanej publikacji Konrada Lorenza Tak zwane zło z 1963 roku. O ile jednak Konrad Lorenz w swojej pracy przedstawił złe i dobre strony agresji czy skłonności do walki, o tyle Irenäus Eibl-Eibesfeldt omówił te z ludzkich wrodzonych właściwości, które są jednoznacznie pozytywne – nie są więc dobrem jedynie „tak zwanym”. Przedmiotem uwagi są w tym opracowaniu na przykład: skłonność do stowarzyszania się, naturalne hamulce agresywności, opieka nad potomstwem, pocałunki, podarunki, pocieszenia, więzi międzyosobnicze: więź lękowa, wspólnota bojowa, więzi seksualne i osobiste; ryty powitalne, świętowanie, zaufanie.

## Życie prywatne
W roku 1950 poślubił Eleonore Eibl-Eibesfeldt, z którą miał dwójkę dzieci (Bernolf, Roswitha).

## Publikacje w języku polskim
- Galapagos. Arka Noego pośród Pacyfiku wyd. I: Warszawa 1969, Wyd. Iskry; wyd. II zmienione: Katowice 1988, Wyd. Śląsk, s. 273, ISBN 83-216-0559-1 (Galapagos. Die Arche Noah im Pazifik 1966)
- Miłość i nienawiść. Historia naturalna elementarnych sposobów zachowania się wyd. I: Warszawa 1987, PWN, s.320, ISBN 83-01-05927-3, wyd II: Warszawa 1998, PIW, s. 352, ISBN 83-06-02602-0 (Liebe und Haß: Zur Naturgeschichte elementarer Verhaltensweise 1970)

## Odznaczenia
- Österreichisches Ehrenkreuz für Wissenschaft und Kunst 1. Klasse – 1997[2]